# Anoplodermatinae
Anoplodermatinae, podporoodica kukaca kornjaša iz porodice strizibuba (Cerambycidae) ili Vesperidae koja obuhvaća 27 vrsta u tri tribusa vrste.

## Tribusi
1. Anoplodermatini Guérin-Méneville, 1840
2. Hypocephalini Blanchard, 1845
3. Mysteriini Prosen, 1960